# Edmonds
Edmonds – miasto w Stanach Zjednoczonych, w stanie Waszyngton, w hrabstwie Snohomish.